# 雅各·閔沙
雅各·閔沙（Jacob Mincer，1922年7月15日—2006年8月21日），生於波蘭盧布林地區托馬舒夫，著名經濟學家，哥倫比亞大學經濟學教授，被認為是芝加哥經濟學派的成員之一。提出人力資本理論，被視為是現代勞動經濟學之父。

## 生平
雅各·閔沙生於波蘭。因為猶太人的身份，在二次大戰期間，曾被送進捷克與德國的猶太人集中營，幸運倖存。
1950年，畢業於艾默理大學。1957年，在哥倫比亞大學取得經濟學博士學位。1960年，進入美國全國經濟研究所擔任研究員。
2006年8月21日，因帕金森氏症，在曼哈頓自宅過世。